# GStreamer
GStreamer is een multimedia-framework en bibliotheek geschreven in de programmeertaal C. GStreamer vormt het onderliggende onderdeel van verschillende multimediaprogramma's zoals mediaspelers en video-editors.
GStreamer is vrije software, en valt onder de LGPL.

## Bijzonderheden

### Ontwerp
De filosofie van GStreamer meent dat, in plaats van voor elk multimediaformaat een aparte mediaspeler te gebruiken, er beter één raamwerk of speler wordt gebruikt die uitbreidbaar is met plug-ins. GStreamer is dus in feite gewoon een geheel dat verschillende plug-ins omvat. Als een programma dat GStreamer gebruikt multimedia wil afspelen, laadt GStreamer de noodzakelijke plug-in die het bestand voor het programma afspeelt.

### Plug-ins
De GStreamer-plug-ins worden onderverdeeld in drie groepen:
| Groepsnaam | Beschrijving                                                                                |
| ---------- | ------------------------------------------------------------------------------------------- |
| Good       | Een set vrije plug-ins van goede kwaliteit onder de LGPL.                                   |
| Bad        | Een set plug-ins die nog niet helemaal in orde zijn in vergelijking met de andere plug-ins. |
| Ugly       | Plug-ins van goede kwaliteit die echter problemen kunnen geven op het vlak van licentie.    |

## Gebruik

### GNOME
De GNOME-desktopomgeving maakt standaard gebruik van GStreamer sinds versie 2.2. GNOME en GTK+-programma's worden aangeraden om het ook te gebruiken.

### KDE
De desktopomgeving KDE versie 3 en lager maakte weinig gebruik van GStreamer en meer van Xine of MPlayer. In KDE versie 4.0 kan het raamwerk Phonon ook gebruikmaken van GStreamer, zodat andere KDE-programma's deze mogelijkheden kunnen benutten.

### Programma's
Programma's die GStreamer gebruiken zijn onder andere:
- Totem, de standaard mediaspeler in GNOME
- Rhythmbox, de standaard audiospeler van GNOME
- Banshee, een GTK-gebaseerd audiospeler
- Exaile, een GTK-gebaseerd audiospeler
- JuK, KDE-audiospeler die GStreamer kan gebruiken
- Songbird (alleen Linuxversie)
- Sound Juicer kan cd's rippen naar elk formaat waarnaar GStreamer kan schrijven
- Kaffeine, de standaard mediaspeler van KDE, kan GStreamer gebruiken met behulp van een KPart
- GnomeBaker kan van elk audiobestand dat GStreamer ondersteunt audio-cd's branden.
- Brasero kan van elk audiobestand dat GStreamer ondersteunt audio-cd's branden.